# Ígor Krasnov
Ígor Viktorovich Krasnov (en ruso: И́горь Ви́кторович Красно́в; Arcángel, Unión Soviética, 24 de diciembre de 1975) es un abogado ruso que desde el 22 de enero de 2020 ejerce como fiscal general de Rusia.

## Biografía
Igor Krasnov nació el 24 de diciembre de 1975 en Arcángel. Fue miembro del Komsomol. Comenzó a prestando servicios como investigador en el distrito Kholmogorsky de la óblast de Arcángel. Posteriormente, se graduó en la Facultad de Derecho de la Universidad Estatal de Pomor.
Cumplió funciones en la fiscalía a partir de 1997. De 2006 a 2007, fue investigador de la oficina central de la Fiscalía General. En 2007 se incorporó al Comité de Investigación de la Fiscalía de la Federación de Rusia.
En 2011, fue nombrado investigador principal para casos especialmente importantes del Comité de Investigación de la Federación de Rusia .
El 30 de abril de 2016, fue nombrado vicepresidente del Comité de Investigación de la Federación de Rusia por Alexander Bastrykin . El 20 de enero de 2020, el presidente ruso Vladímir Putin propuso que el Consejo de la Federación aprobara a Igor Krasnov como Fiscal General de Rusia, en sustitución de Yuri Chaika.
Tiene el grado de teniente general de Justicia y el grado más alto en el ministerio fiscal: Consejero de Justicia del Estado. Asimismo, es miembro del Consejo de Seguridad de Rusia.
En respuesta a la invasión rusa de Ucrania, el 6 de abril de 2022 la Oficina de Control de Activos Extranjeros del Departamento del Tesoro de los Estados Unidos añadió a Krasnov a su lista de personas sancionadas en virtud de la Orden Ejecutiva N.º 14024. 

## Honores
- Medalla de la Orden al Mérito de la Patria de clase II